# Amietophrynus maculatus
Amietophrynus maculatus är en groddjursart som först beskrevs av Hallowell 1854.  Amietophrynus maculatus ingår i släktet Amietophrynus och familjen paddor. IUCN kategoriserar arten globalt som livskraftig. Inga underarter finns listade i Catalogue of Life.

## Bildgalleri

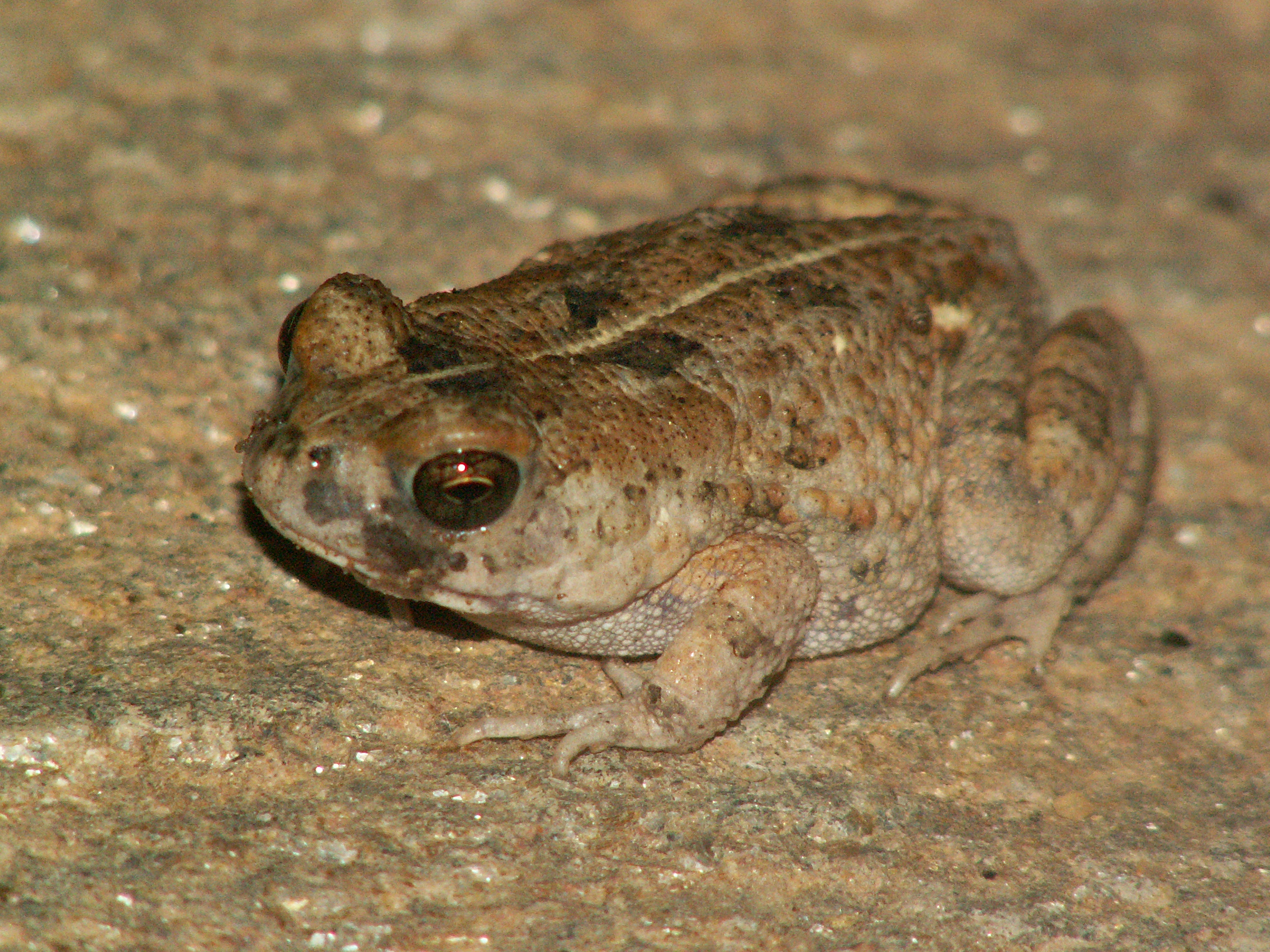
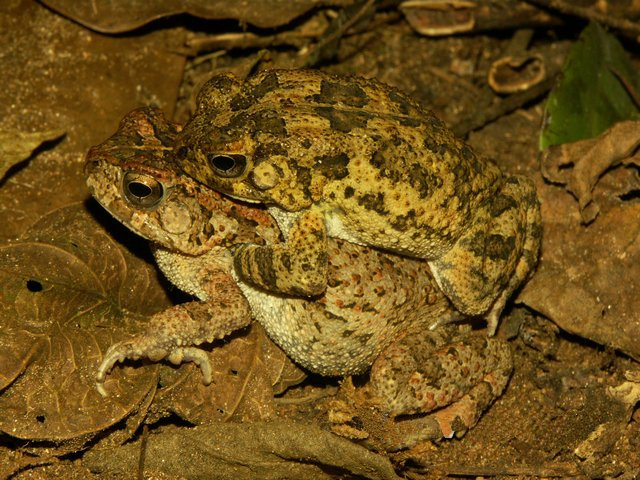
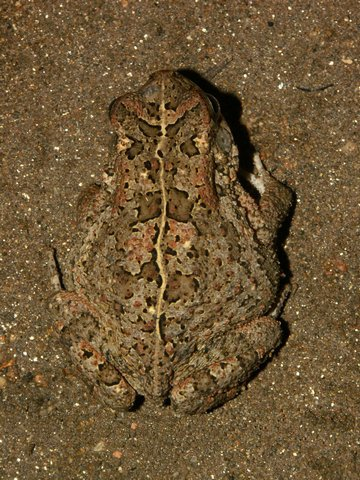
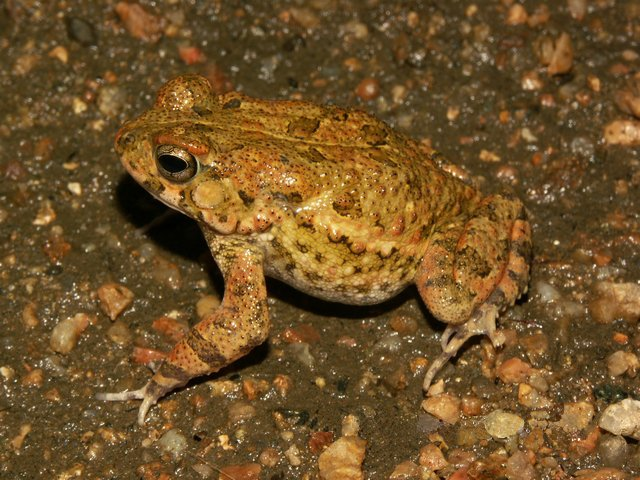